# Кабельхорст
Кабельхорст (нем. Kabelhorst) — община в Германии, в земле Шлезвиг-Гольштейн. 
Входит в состав района Восточный Гольштейн. Подчиняется управлению Лензан.  Население составляет 435 человек (на 31 декабря 2010 года). Занимает площадь 5,74 км².